# Los Cubes
Los Cubes är en ort i Mexiko.   Den ligger i kommunen Agua Blanca de Iturbide och delstaten Hidalgo, i den sydöstra delen av landet, 130 km nordost om huvudstaden Mexico City. Los Cubes ligger 2 250 meter över havet och antalet invånare är 423.
Terrängen runt Los Cubes är kuperad åt sydväst, men åt nordost är den bergig. Terrängen runt Los Cubes sluttar österut. Runt Los Cubes är det ganska glesbefolkat, med 47 invånare per kvadratkilometer. Närmaste större samhälle är Estación de Apulco, 10,2 km sydost om Los Cubes. I omgivningarna runt Los Cubes växer i huvudsak blandskog.